# 舒巧
舒巧（1933年8月5日—），浙江慈溪人，中國舞蹈家，一级演员，一級編導。曾於經典舞劇《小刀會》（1959年）中擔任編導並飾女主角周秀英。曾任上海歌舞團業務副團長（1974）、香港舞蹈團藝術總監（1986-1994）、第五及第六屆中国舞蹈家协会副主席。現為上海歌舞團名譽團長，中国舞蹈家协会顧問。

## 生平
1951年加入中国共产党。

## 作品
- 《弓舞》
- 《奔月》
- 《岳飛》
- 《閃閃的紅星》
- 《長恨歌》
- 《畫皮》
- 《玉卿嫂》
- 《胭脂扣》
- 《黃土地》
- 《紅雪》
- 《停車暫借問》
- 《三毛》
- 《達賴六世》
- 《青春祭》

## 外部連結
- 舒巧：在舞蹈中行走